# 野村佐紀子
野村 佐紀子（のむら さきこ、1967年 - ）は、日本の写真家である。ベッドシーンを思わせる男性ヌード写真を撮影する。

## 経歴
1967年、山口県下関市生まれ。
1990年、九州産業大学芸術学部写真学科卒業。
1991年より、荒木経惟に師事。
1993年より東京を中心にヨーロッパ、アジアなどでも精力的に個展グループ展をおこなう。
2017年、東川賞新人作家賞受賞。

## 主な著作
- 「裸ノ時間」（平凡社）
- 「愛ノ時間」（BPM）
- 「黒猫」（Taka Ishii Gallery）
- 「tsukuyomi」（match and company）
- 「近藤良平」（match and company）

## 関連人物
- 荒木経惟
- 近藤良平
- 成澤幾波子